# ایزورنیراتن
ایزورنیراتن (به انگلیسی: Isorenieratene) یک ترکیب شیمیایی است. شکل ظاهری این ترکیب، بلورهای جامد بنفش-قرمز است.